# Bladen Lakes State Forest

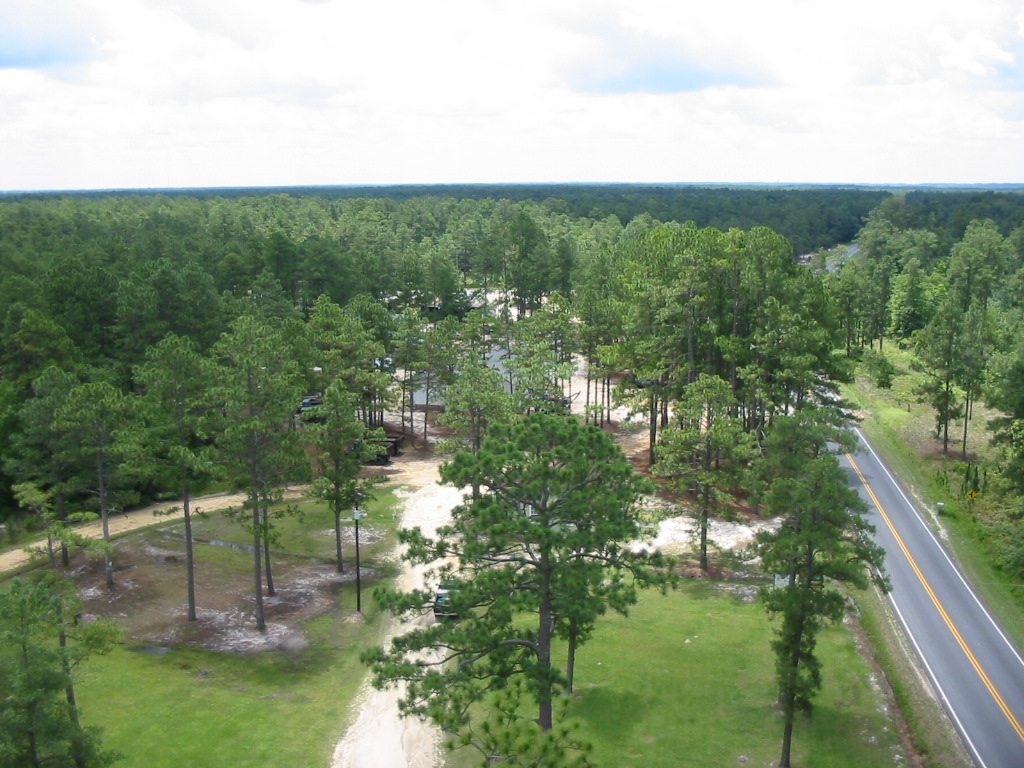
Aussicht vom Firetower im Bladen Lakes State Forest

Bladen Lakes State Forest (englisch; kurz BLSF) ist mit etwa 13.540 ha der größte Staatswald in North Carolina.
Er liegt in der Nähe von Elizabethtown und wird von der staatlichen Forstverwaltung von North Carolina (NC Forest Service) verwaltet. Der Wald hat drei geografisch getrennte Gebiete und ist in acht Abteilungen aufgeteilt. Dem Wald beigelagert sind der "Turnbull Creek Educational State Forest" (Ausbildungswald), der Jones Lake State Park und der Singletary State Park allesamt Naturschutzgebiete, die ebenfalls dem Staat North Carolina gehören.
BLSF ist ein sogenannter Arbeitswald, das heißt, er muss sein Einkommen selbst erwirtschaften und wird vom Staat nicht finanziell unterstützt. Das Einkommen setzt sich zusammen aus dem jährlichen Holzeinschlag, dem Verkauf von Kiefernstroh und dem Vertrieb von Holzkohle. Zusätzlich erhält der Wald Einkommen durch Jagdeinkünfte. BLSF weist viele besondere Landschaftsformen auf, wie die "Carolina Bays". Das sind eiförmige Eindellungen in der Landschaft, die zum Teil Seen bilden. Sie sind mit Feuchte liebenden Pflanzen bewachsen und fast undurchdringlich. Trockene Dünenketten sind ein weiterer besonderer Teil der Landschaft, die besonders im Südosten der Bays zu finden sind. Weiterhin gibt es im BLSF Flussniederungen, Sümpfe und Moore.
- Gebiets Mappe von Bladen Lakes State Forest

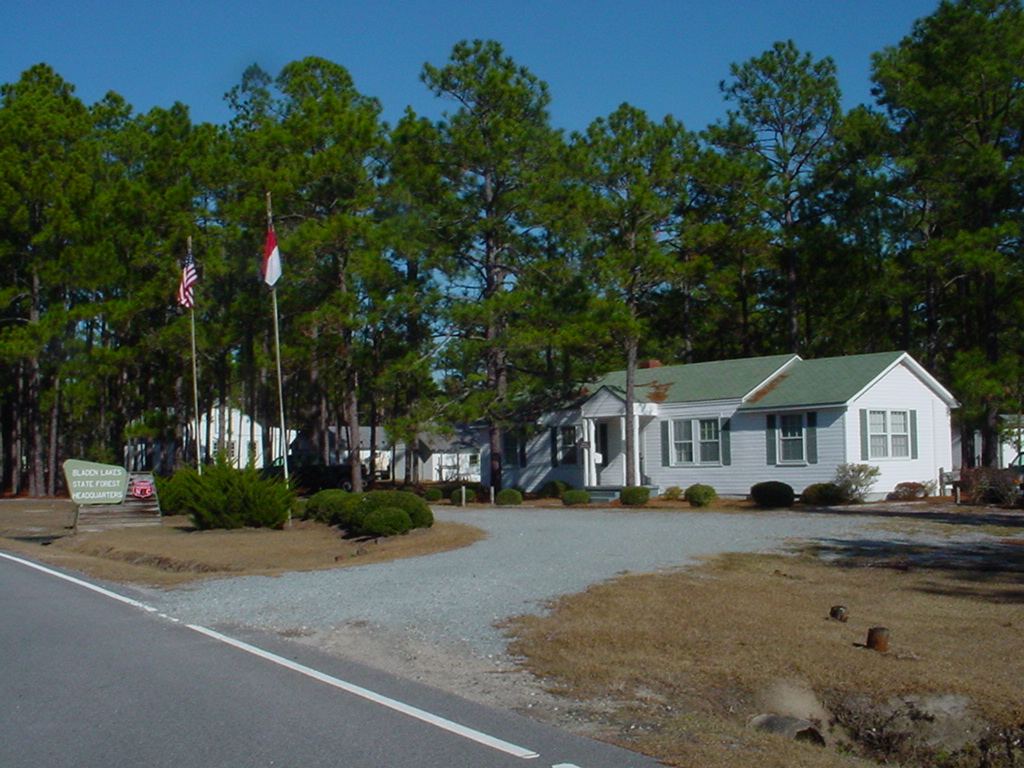
BLSF Büro
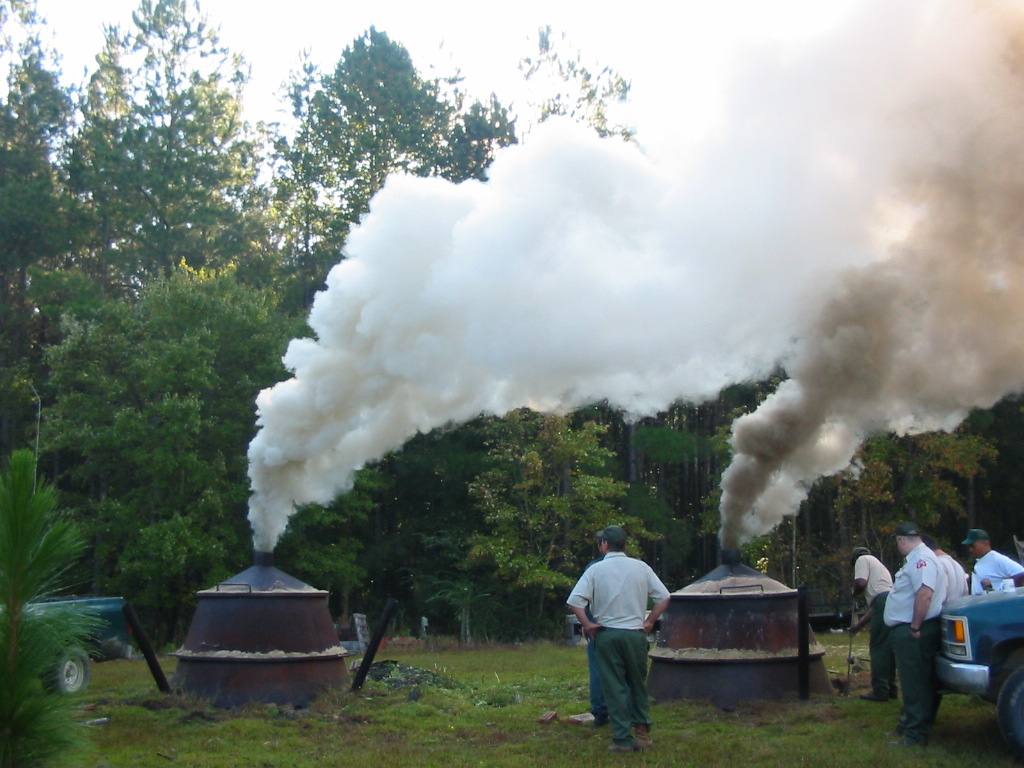
Herstellung der Holzkohle
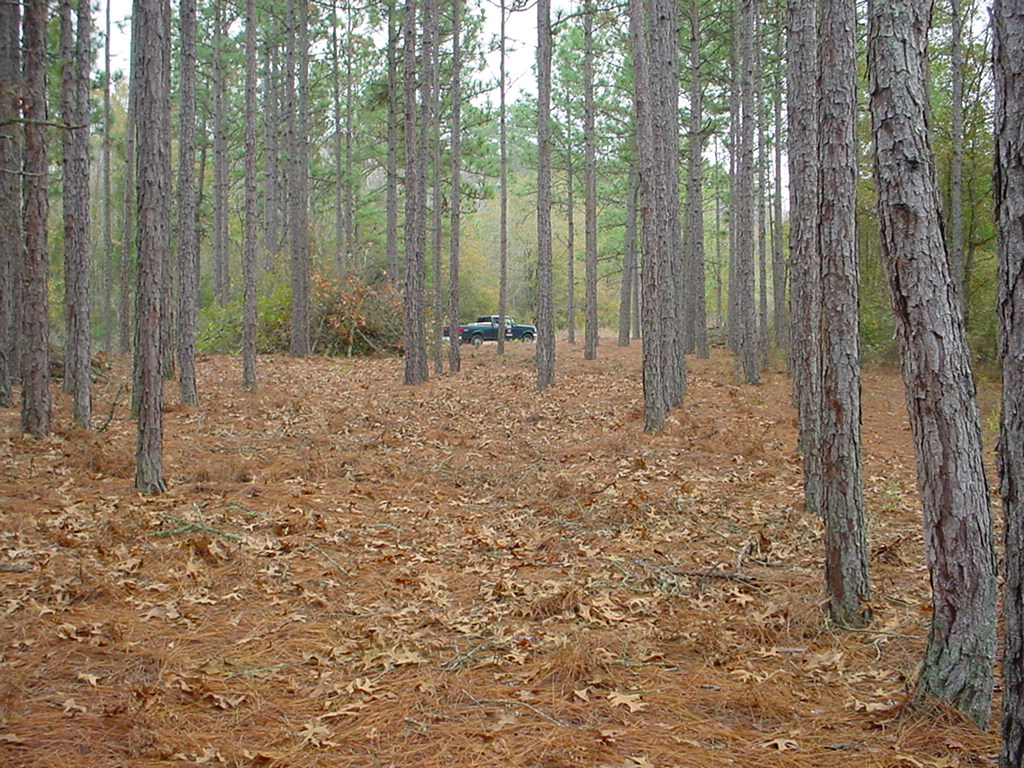
Junger Kiefern Bestand, in dem Nadeln geerntet werden.
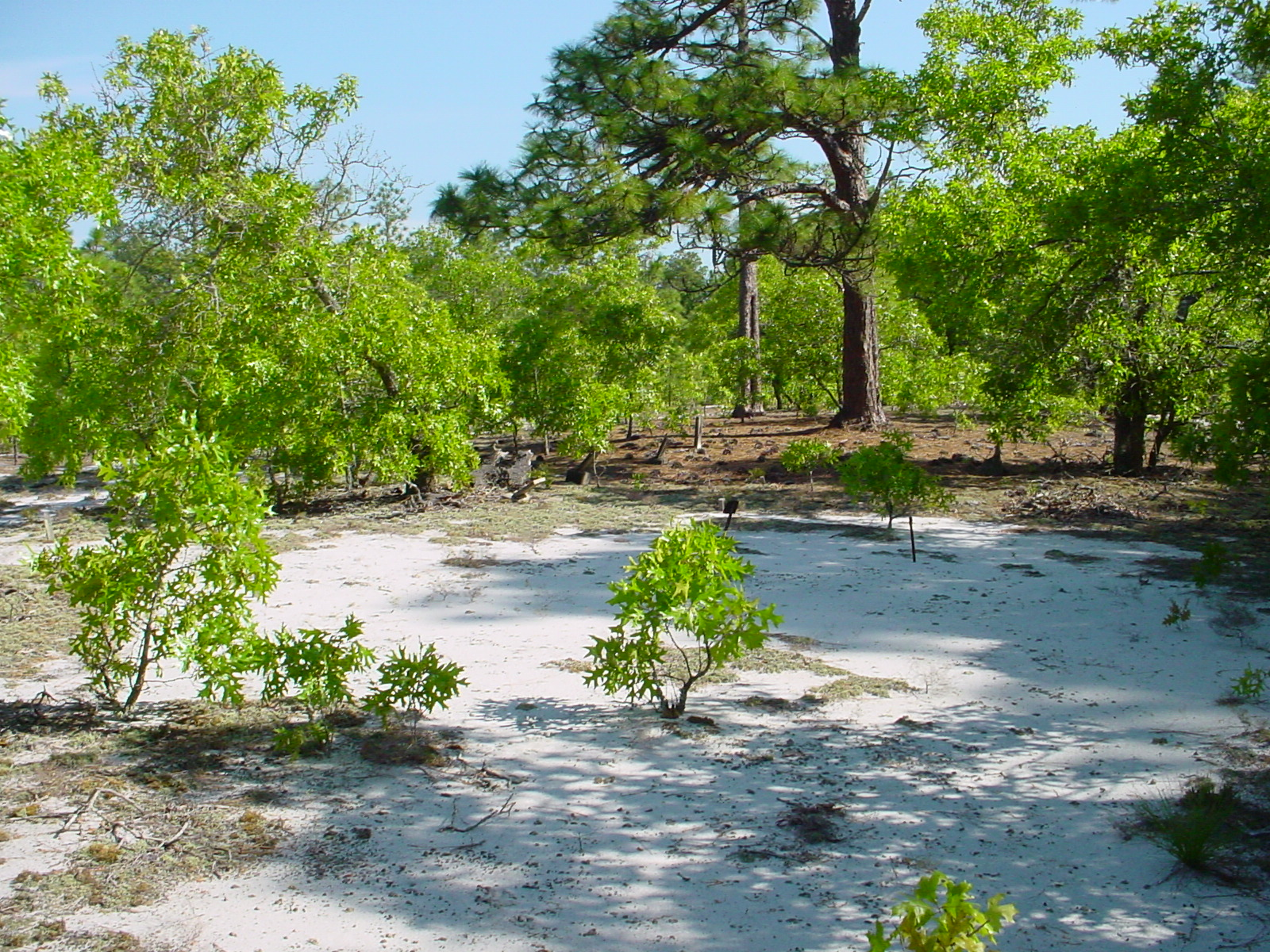
Alter Friedhof auf Dünenkette
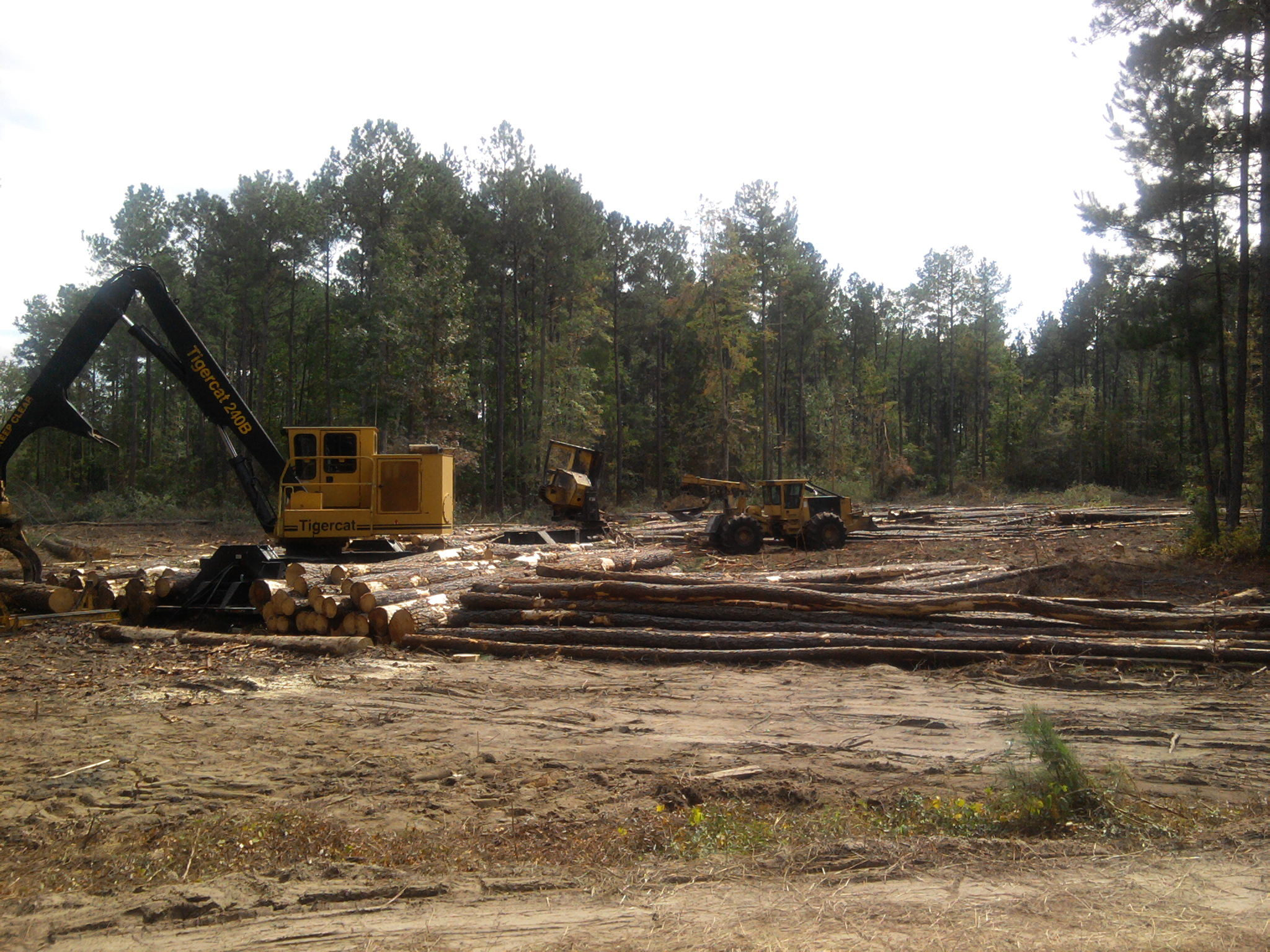
Holzeinschlag
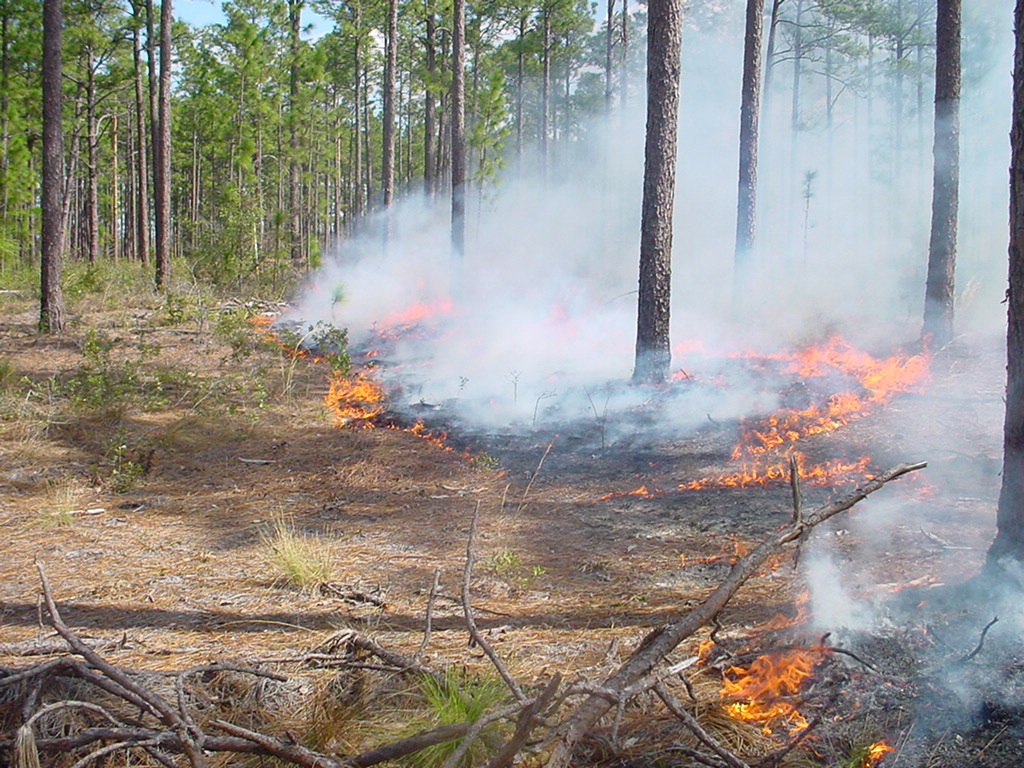
Kontrolliertes Brennen
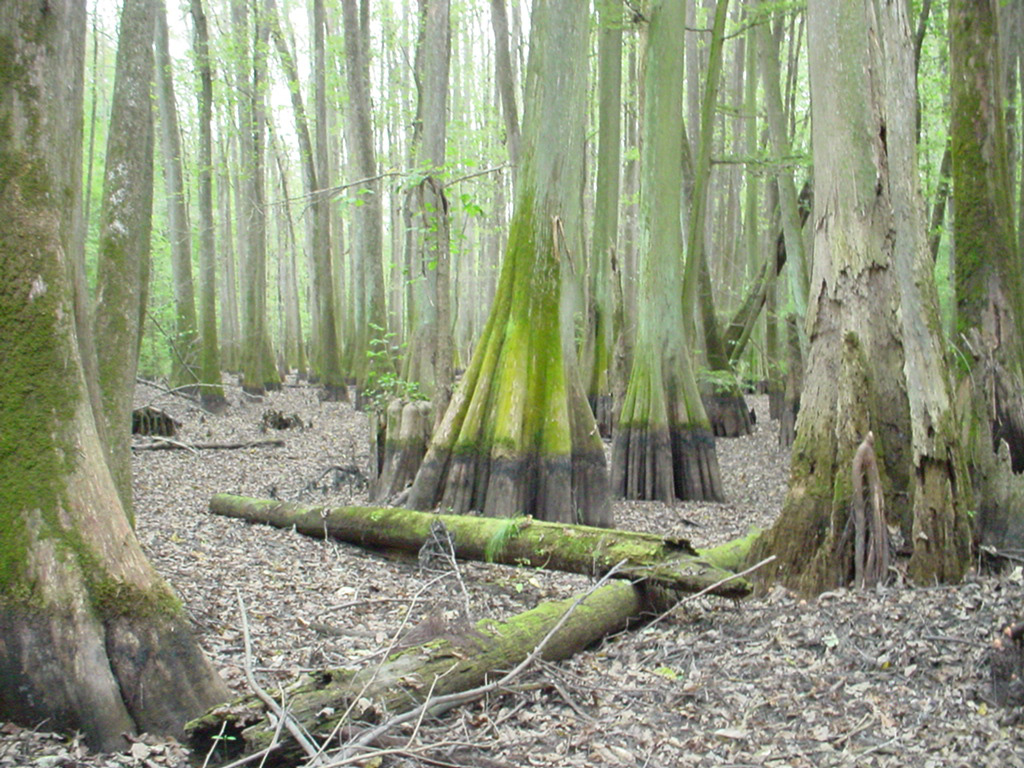
Zypressen Sumpf im Gebiet von BLSF